# Xarifia curtata
Xarifia curtata is een eenoogkreeftjessoort uit de familie van de Xarifiidae. De wetenschappelijke naam van de soort is voor het eerst geldig gepubliceerd in 1983 door Humes & Dojiri.